# Taraxacum ketoiense
Taraxacum ketoiense là một loài thực vật có hoa trong họ Cúc. Loài này được Tatew. & Kitam. miêu tả khoa học đầu tiên năm 1934.